# Stephen A. Douglas
Stephen Arnold Douglas (ur. 23 kwietnia 1813, zm. 3 czerwca 1861 w Chicago) – amerykański polityk, od 1833 adwokat w Illinois, w latach 1843–1847 członek Izby Reprezentantów Stanów Zjednoczonych, w latach 1847–1861 senator Stanów Zjednoczonych, kandydat demokratów na prezydenta w 1860 roku. W 1854 roku wystąpił z kontrowersyjnym projektem Ustawy o Kansas i Nebrasce.
Z powodu niskiego wzrostu, ale potężnej budowy zwany był „Małym Olbrzymem” (ang. Little Giant).
W 1858 startując w Illinois w wyborach do Senatu wziął udział w siedmiu debatach z kontrkandydatem Abrahamem Lincolnem, przeciwnikiem niewolnictwa. Douglas zachwalał suwerenność ludową (popular sovereignty), dzięki której ludność sama decyduje czy niewolnictwo w jakimś terytorium lub stanie jest legalne. Lincoln wytknął, że ta zasada koliduje z decyzją Sądu Najwyższego w sprawie Dreda Scotta, respektowaną przez Partię Demokratyczną z ramienia której kandydował rozmówca. Douglas utrzymywał, że ludność może o tym zdecydować bez względu na wyrok Sądu Najwyższego.
Wobec twierdzenia Douglasa o niższości rasy czarnej, Lincoln odrzekł nie ma absolutnie żadnego powodu, aby Murzyn nie mógł korzystać na równi z człowiekiem białym ze wszystkich praw naturalnych wymienionych w Deklaracji Niepodległości: z prawa do życia, wolności i dążenia do szczęścia [...]. Zgadzam się z sędzią Douglasem, że Murzyn nie jest mi równy pod wielu względami, z pewnością nie pod względem koloru i może nie pod względem poziomu moralnego lub intelektualnego. Ale w prawie jedzenia chleba [...], na który zapracuje własnymi rękami, jest mi równy i równy sędziemu Douglasowi oraz równy każdemu żyjącemu człowiekowi.
Douglas wygrał wprawdzie wybory, lecz stracił poparcie na Południu, co przyczyniło się do jego przegranej w wyborach prezydenckich 1860 i wygranej Lincolna.